# Bauret
Bauret ou baurete é uma gíria que significa cigarro de maconha. Foi criada pelos hippies, no final dos anos 60. O movimento hippie tinha uma cultura muito própria. Um estilo de vida, um modo de ser, se comunicar e se vestir, além de hábitos e costumes bem específicos. O consumo de drogas era um desses hábitos. Como fumar maconha é ilegal, foi criada essa palavra para servir de código.  Com o tempo, a palavra foi se popularizando e acabou sendo adotada por outros grupos sociais como surfistas e artistas. O termo começou a se tornar popular quando em 1972 a banda Os Mutantes lançou o álbum Mutantes e Seus Cometas no País do Baurets. O cantor Tim Maia foi um dos artistas que adotou essa palavra para designar um cigarro de maconha.  A banda de rock psicodélico La Morsa lançou um disco chamado Habemvs Bavrets escrito numa grafia que busca fazer um trocadilho com o latim.